# La Chaume (Vendée)
Pour les articles homonymes, voir La Chaume.
La Chaume est un village rattaché par l'arrêt royal du 7 août 1753 à la ville des Sables-d'Olonne, en Vendée (France).

## Géographie
Le village de la Chaume se situe à l'ouest de la commune des Sables-d'Olonne sur la partie sud de l'ancienne « île Vertime » ; il est séparé du centre ville par le chenal du port. Le village est délimité au nord par la forêt domaniale d'Olonne et au nord-ouest par la dune de la Cassotte.

### Accès

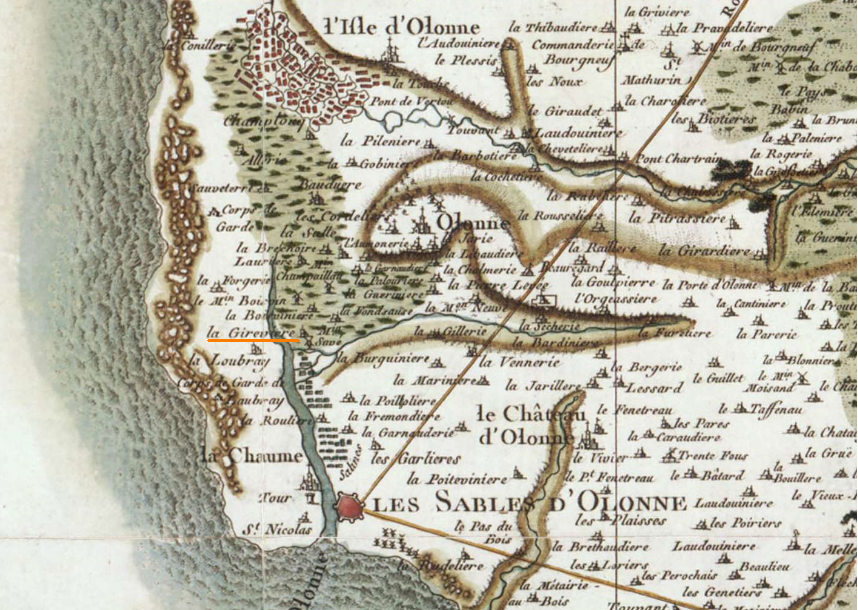
Carte de Cassini : La Chaume dans le pays des Olonnes.

Auparavant, la Chaume était reliée à la Cabaude aux Sables-d'Olonne par le pont des Écluses (un pont-vanne) sur la Vertonne construit en 1850, en amont du port de commerce, qui passait au-dessus de la chnoue (chenal d'entrée vers les marais). La création de la marina Port Olona entraîne la destruction de ce pont pour permettre le passage des voiliers ; un nouveau est construit sur la Vertonne (toujours un pont vanne) à l'emplacement du Gué aux Bœufs, au nord du bassin de plaisance, décalant ainsi l'entrée des marais plus au nord. Le nouveau pont n'étant pas construit à la destruction du pont des Écluses, les habitants étaient contraints à un détour de plusieurs kilomètres pour atteindre les Sables en passant par le pont le plus proche situé à l'Aubraie. Pour passer des Sables à la Chaume, il faut donc contourner Port Olona. Le jour de la destruction du pont des Écluses, le 7 novembre 1978, fut déclaré officieusement « Jour de deuil ». Pendant plusieurs années, une gerbe de fleurs fut déposée à l'emplacement du « défunt » pont.
Un passeur (ligne A) fait la navette entre les deux éperons des Sables (Quai René Guiné) et de La Chaume (Quai George V au niveau de la rue de l'Échelle), l'origine remonte à l'Ancien Régime, à l'époque, on utilisait une gabarre et le passage coûtait un denier.
En juillet et août, deux lignes supplémentaires sont mises en service ; la ligne B fait la navette entre l’éperon des Sables (Quai René Guiné) et le Port Olonna (côté La Chaume au niveau du quai Albert Prouteau) tandis que la ligne C fait la navette des Sables à La Chaume dans le chenal au début des chemins de halage.
Au nord, la Chaume est limitrophe de l'Aubraie, autre quartier de la commune des Sables-d'Olonne, en limite de la Girvière, hameau d'Olonne sur mer.

## Histoire et particularités
Ce village de marins pêcheurs, aux ruelles étroites bordées de maisons basses peintes à la chaux, est, incontestablement, le quartier le plus ancien.
Au XIVe siècle, les seigneurs de Talmont édifient une forteresse, le château Saint-Clair, dont le donjon n'est autre que la tour d'Arundel.
Une autre tour, située au niveau de la jetée de la Chaume, fut démolie au XVIIe siècle, la tour d'Arbondelle. Elle pourrait dater du XIIe siècle.
Ce site est fortifié depuis assez longtemps, compte tenu que jadis il était un promontoire rocheux isolé par la mer à marée haute. La première forteresse est construite vers le XIIe siècle. Au XIIIe siècle, il est fait mention d'un « château Gauthier », propriété des Sires de Talmont.
Au XVe siècle, la Chaume est rattachée à la vicomté de Thouars, appartenant à la famille d'Amboise.
Historiquement, la Chaume est un village indépendant de pêcheurs, de marins et de maraîchers, où de nombreux immigrants espagnols s'installèrent[réf. nécessaire].
Sous l'Ancien Régime, la Chaume est le siège de la paroisse Saint-Nicolas de la Chaume, tandis que la ville des Sables est le siège de la paroisse Notre-Dame. Le bourg de la Chaume est rattaché en 1753 à la ville des Sables-d'Olonne.
Il existe une rivalité historique entre Chaumois et Sablais, de part et d'autre du chenal, qui s'est un peu apaisée aujourd'hui. Une commune libre de La Chaume est créée avec une bonne dose d'humour[réf. nécessaire]. Michel Laurent publie, en 2003, un livre assez exhaustif sur le sujet ; ni langue, ni dialecte, le Chaumois est un français « pimenté » de mots d'argot issus du monde marin et de parler régional.
Le matelot Albert Merlen, né à La Chaume le 22 septembre 1898, a disparu avec les 31 membres d'équipage du cargo français Longwy, torpillé le 4 novembre 1917 au large des côtes écossaises. Seuls quelques corps ont été retrouvés et sont enterrés dans le cimetière de Girvan. Le 12 octobre 2024, une stèle commémorative dédiée à cet équipage a été inaugurée en présence des autorités britanniques et françaises, dont le Premier Ministre de l'Écosse, d'un équipage de la Marine Nationale et des familles des marins. Albert Merlen était le neveu du peintre Paul-Émile Pajot.

## Monuments et lieux touristiques
- L'église Saint-Nicolas de La Chaume[11].
- Le fort et prieuré Saint-Nicolas : situé à la pointe du chenal, il est rénové et sert de lieu d'exposition.
- Le phare de l'Armandèche.
- Le château Saint-Clair et la Tour d'Arundel (ou phare de La Chaume), situé au bord du chenal.
- Le sémaphore, situé rue du Sémaphore.
- La statue de Julien, sur la place située à côté du prieuré Saint-Nicolas.
- Le mémorial des Péris en mer, mosaïque de Jacques Launois, au fort Saint-Nicolas.
- Un site géologique de Vendée se trouve sur l'estran, sous le fort Saint-Nicolas, constitué, en particulier, de granites et gneiss.
- La côte sauvage, la plage de la Paracou et son ancienne écluse à poissons.

### Galerie

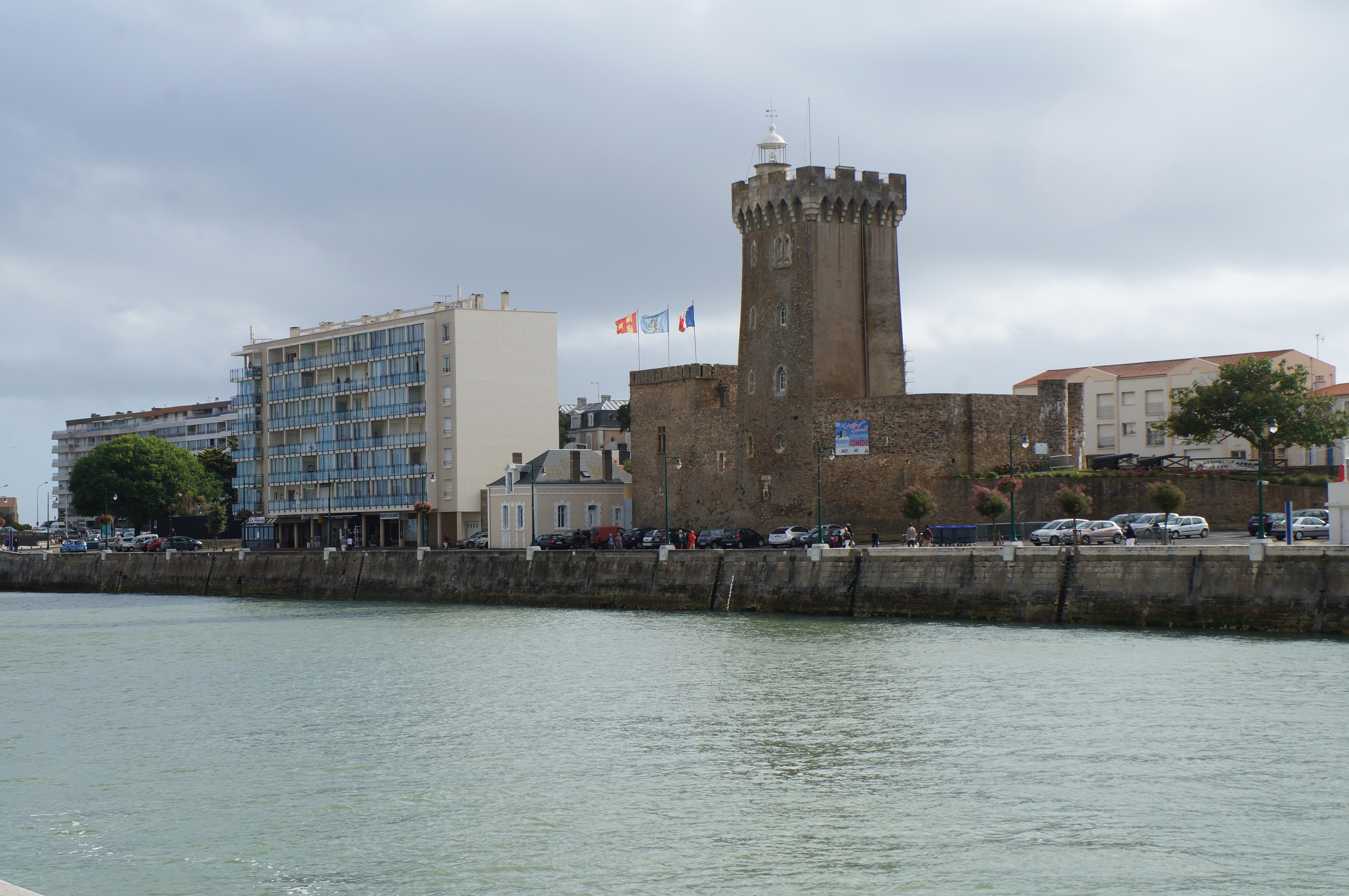
Le Phare de La Chaume vu du Quai René Guiné.
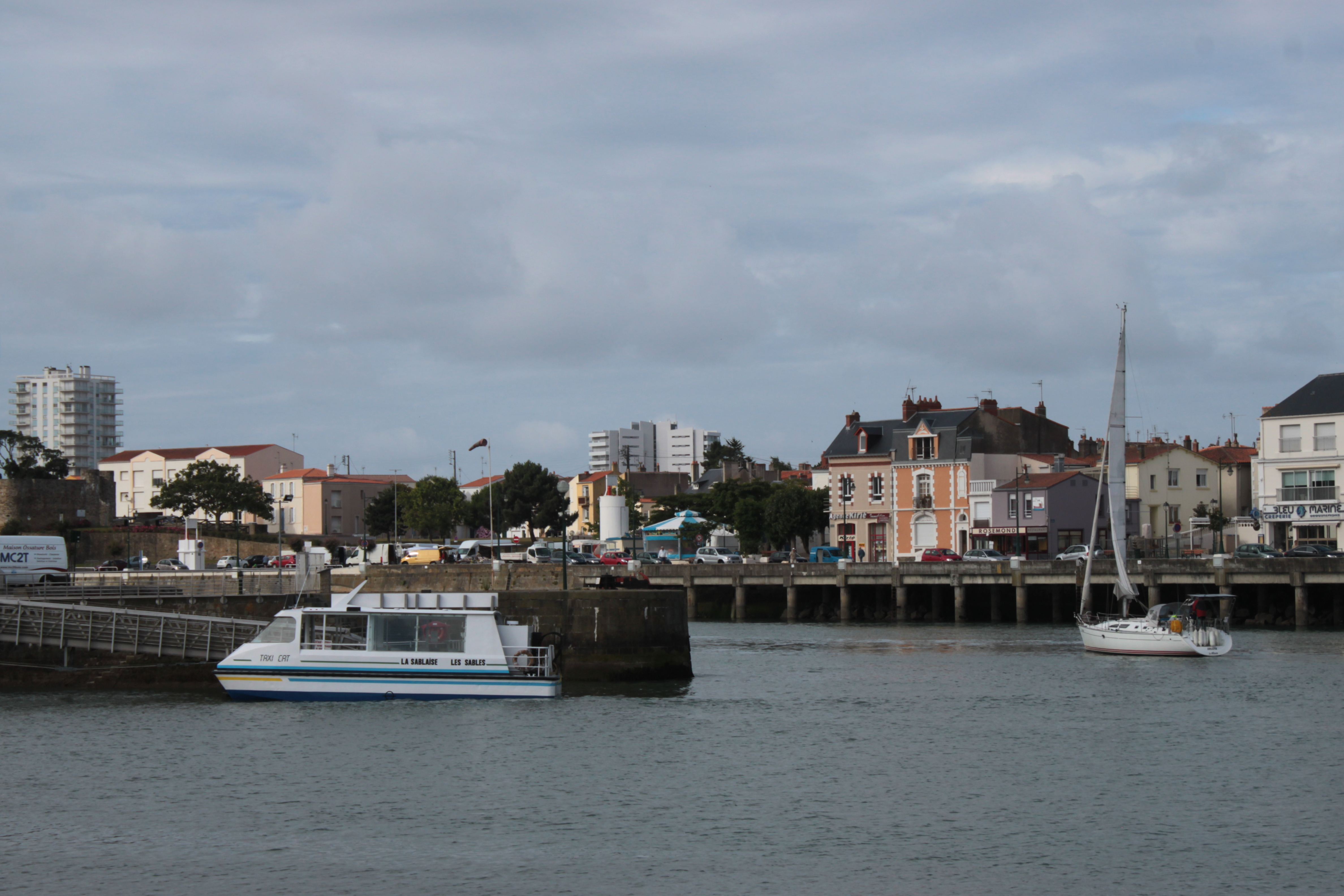
Le passeur.
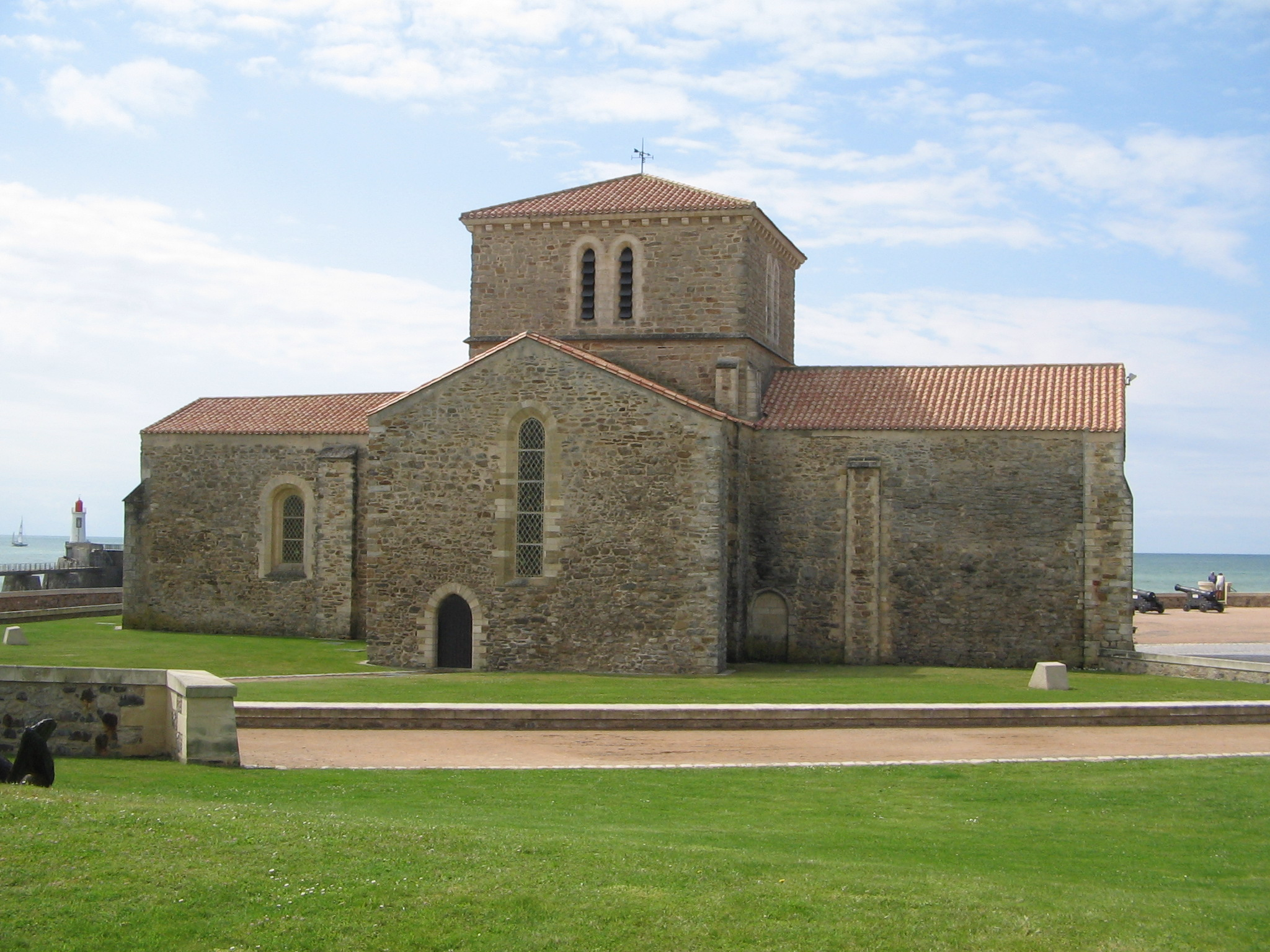
Le prieuré Saint-Nicolas.
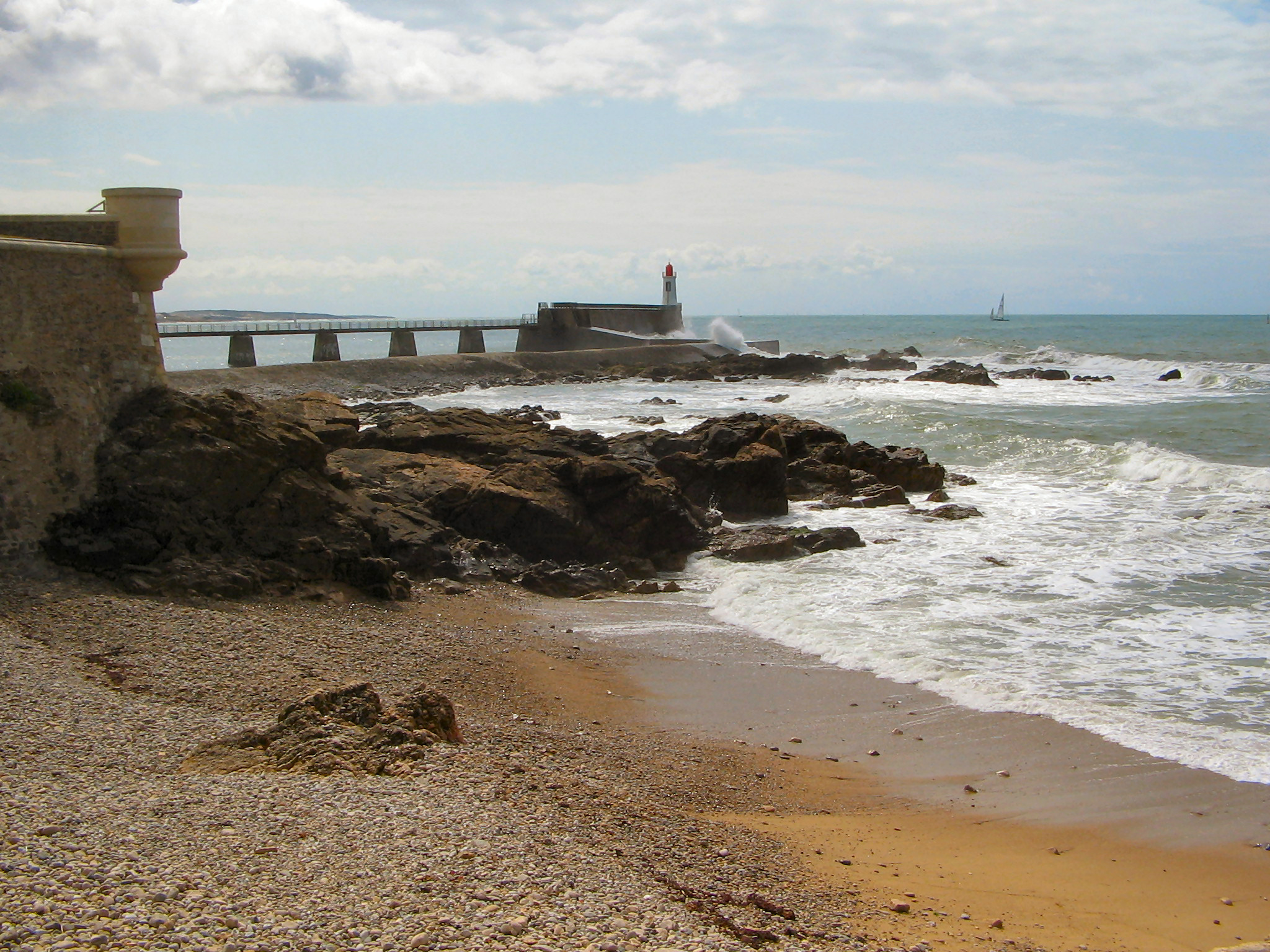
La jetée Saint-Nicolas et le phare.
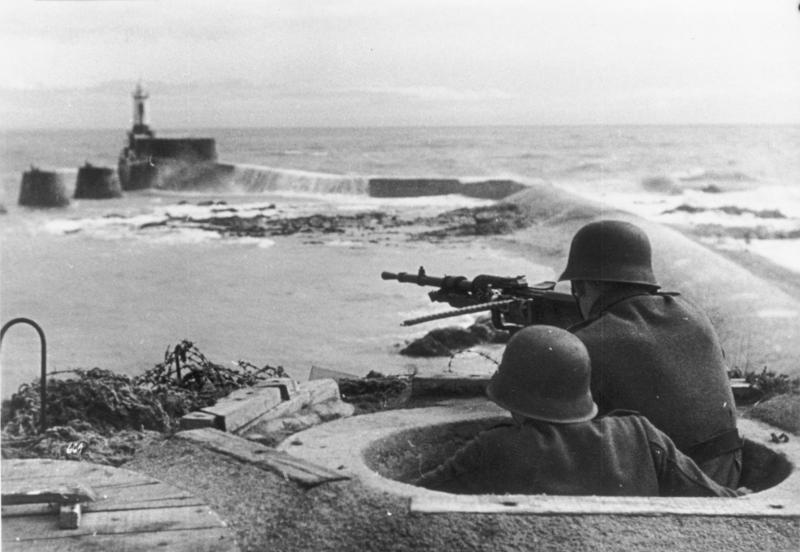
Un poste du mur de l'Atlantique, en 1944.
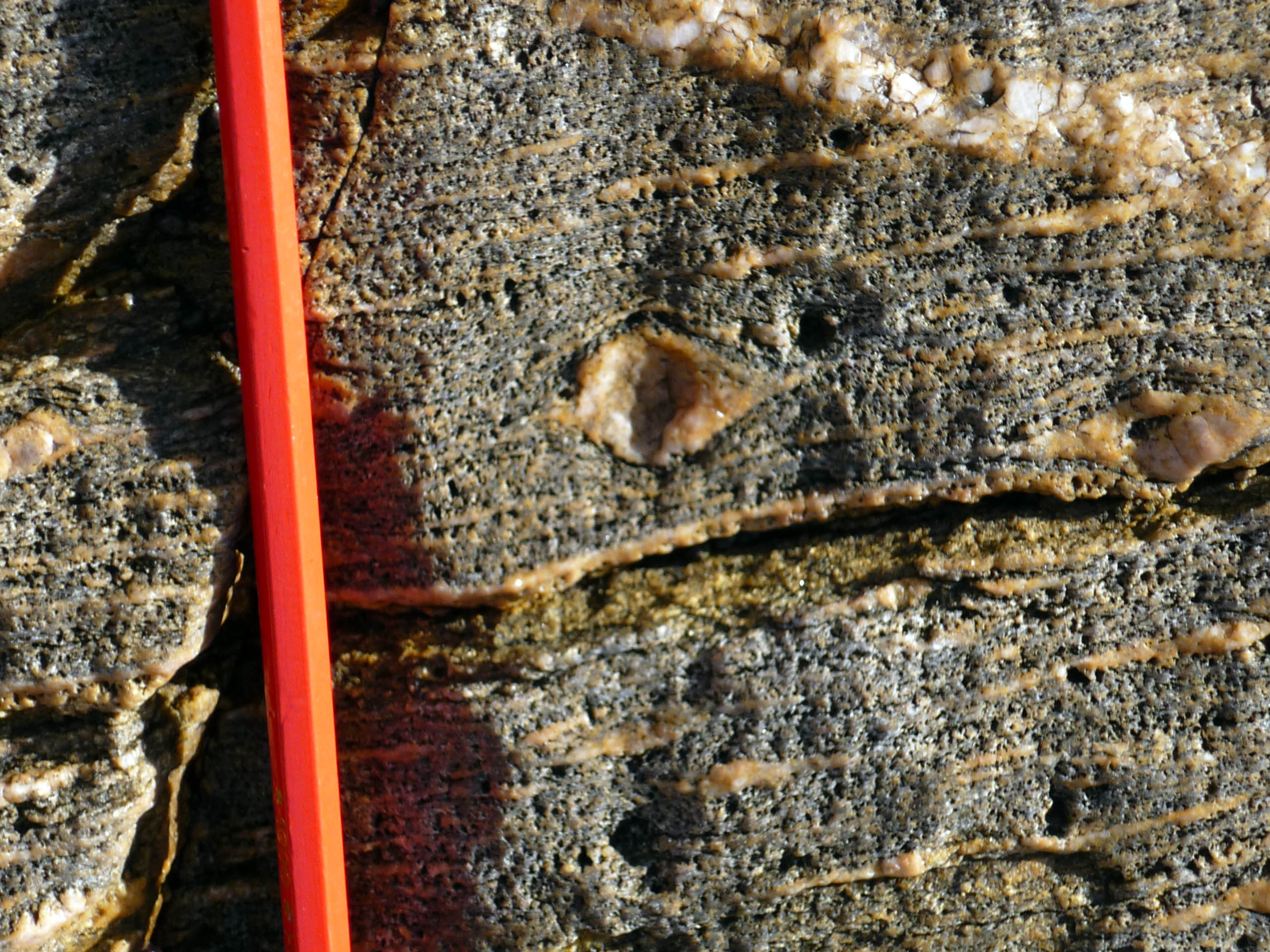
Gneiss œillé déformé par la pression.